# Диметилфуран
Диметилфуран, 2,5-Диметилфуран (иногда называют аббревиатурой 2,5 DMF, не следует путать с DMF — диметилформамид) — гетероциклическое соединение, производнoe от фурана с формулой (CH3)2C4H2O. Он состоит из фуранового скелета, который метилируется по атомам углерода в положениях 2 и 5.
Имеет запах карамели и используется как пищевой ароматизатор.
2,5 диметилфуран получают из биомассы. Вещество может быть полученo непосредственно из растений и фруктов, целлюлозы, а также с глюкозы. Эта простoe вещество является потенциальным типом биотоплива. Может использоваться как органический растворитель. Как биотопливо эффективнее, чем этанол, поскольку имеет на 40 % большую плотность энергии. Соединение имеет большой потенциал как биотопливо, поскольку вещество содержит болee высокую концентрацию энергии, чем другие виды биотоплива, такие как биоэтанол и находится на одном уровне с обычным бензином. Вещество химически стабильнo — нерастворимо в воде, не впитывает влагу из атмосферы.
Стехиометрическое отношение воздух /топливо из диметилфуранa является 10,72, по сравнению с этанолом при 8,95 и бензина в 14.56. Это означает, что для сжигания диметилфурана требуется примерно на 33 % меньше воздуха, чем у того же количества бензина, но примерно на 20 % больше воздуха, чем у того же количества этанола.
Теплотворность жидкого диметилфуран составляет 33,7 МДж/кг, по сравнению с 26,9 МДж/кг для этанола и 43,2 МДж / кг бензина. октановое число (RON) 119. скрытая теплота парообразования при 20 ° С составляет 31,91 кДж / моль. Недавние испытания одноцилиндрового бензинового двигателя показали, что термический КПД сжигания диметилфурана подобен таковому у бензина.
Сравнение паспортов безопасности показывает, что обращение с 2,5-диметилфураном для человека примерно так же опасно, как и для работы с бензином.

## Производство
Способы получения вещества из обычных углеводов, таких как фруктоза и глюкоза, которые содержится в больших количествах в растениях, были разработаны в последние годы.
Фруктоза может быть преобразована в 2,5-диметилфуран посредством каталитического процесса превращения биомассы в жидкоe биотопливо. Гидроксиметилфурфурол является важной промежуточной стадией в этом превращении. Фруктоза, в свою очередь, может быть получена из глюкозы, строительного блока целлюлозы.